# Mainzer Weinmarkt

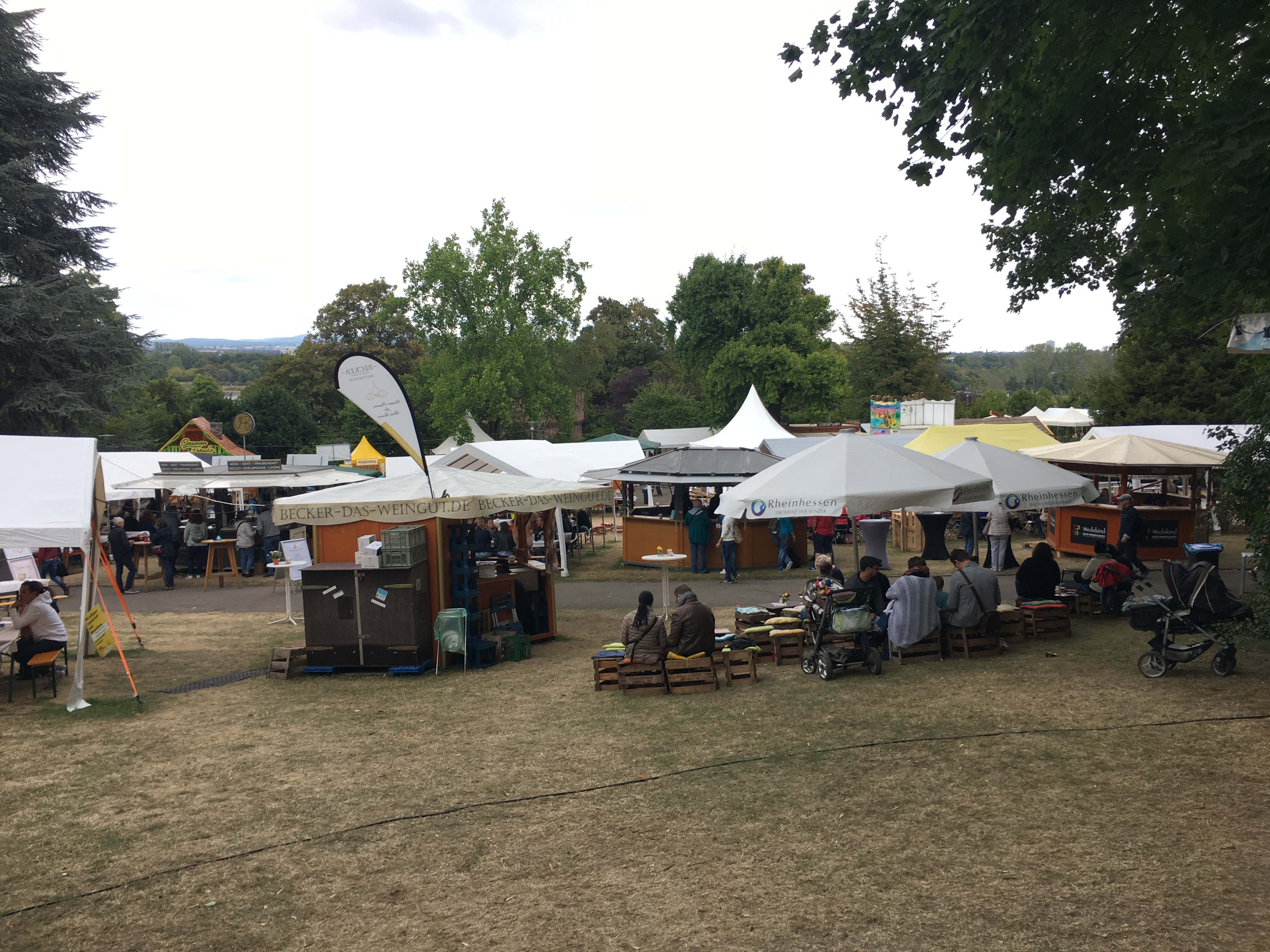
Mainzer Weinmarkt 2018

Der Mainzer Weinmarkt ist neben der Mainzer Fastnacht und dem Mainzer Johannisfest eines der drei großen Volksfeste in Mainz. Er findet jedes Jahr am letzten August- und ersten Septemberwochenende im Mainzer Stadt- und Volkspark statt und zieht an den beiden Festwochenenden bis zu 350.000 Besucher an.

## Geschichte

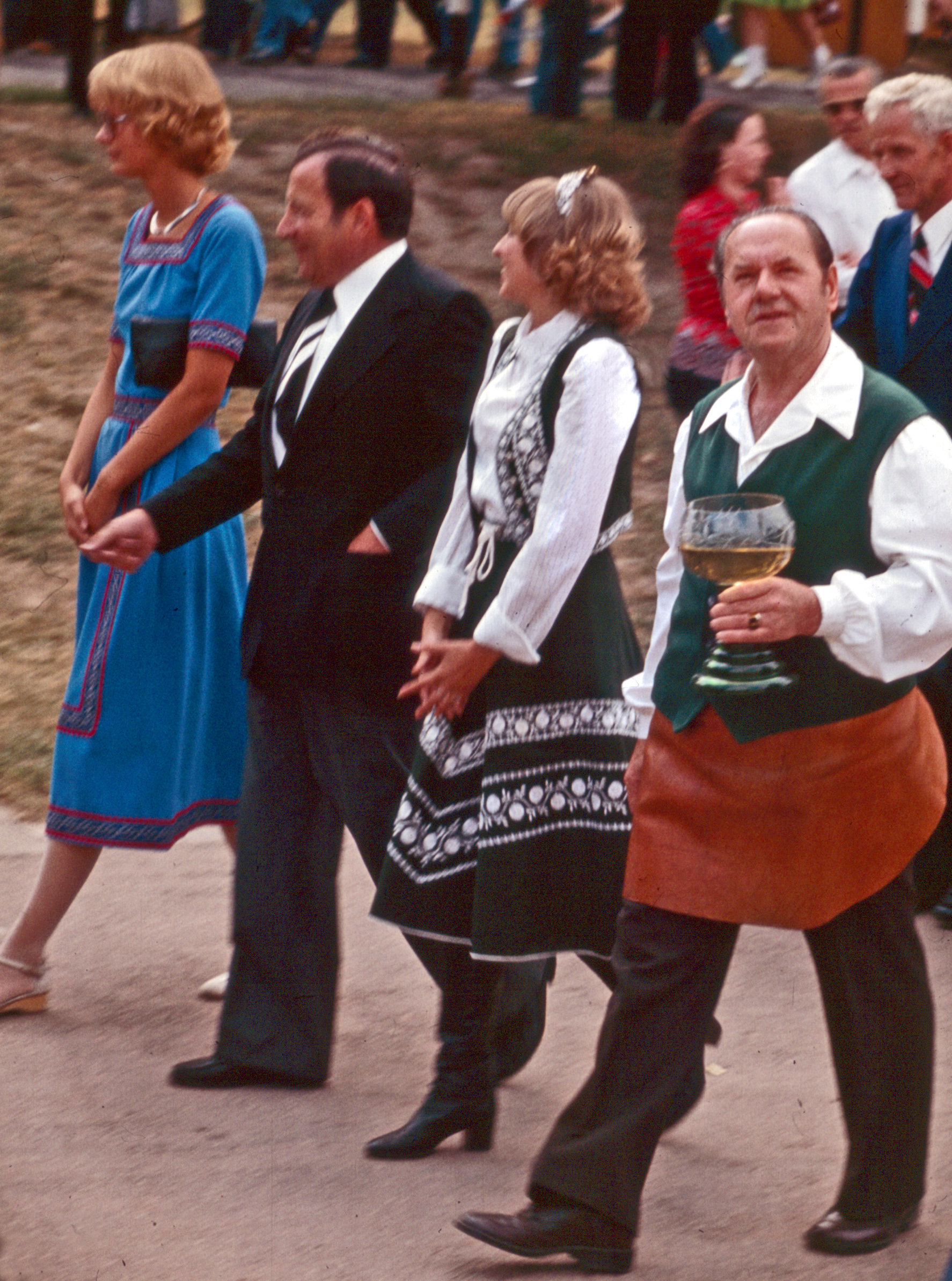
Weinmarkt Eröffnung 1975 mit Jockel Fuchs und Weinkönigin

Die Geschichte des Mainzer Weinmarktes reicht bis zum Beginn des 20. Jahrhunderts zurück. Die Verwaltung unter Bürgermeister Wilhelm Ehrhard suchte damals nach neuen Möglichkeiten, den lukrativen Fremdenverkehr in Mainz mit neuen Attraktionen zu steigern. Der erste Weinmarkt fand dann aber doch erst am 3. September 1932 in der Mainzer Stadthalle statt. Bis zum Ausbruch des Zweiten Weltkriegs fand dieser dann jedes Jahr statt und wurde, nach kriegsbedingter Unterbrechung, 1946 als erstes Volksfest am Rhein wieder aufgenommen. Zu diesem ersten Mainzer Weinmarkt nach dem Krieg stellte die damalige französische Besatzungsmacht in Zusammenarbeit mit dem Stadtkommandanten von Mainz Louis Théodore Kleinmann 100.000 Liter Wein zur Verfügung. Mit dem Überschuss von 60.000 Reichsmark aus den Erlösen des Weinmarktes 1946 wurde der Mainzer Verkehrsverein, ursprünglicher Initiator des Mainzer Weinmarktes, wieder neu gegründet.
1965 musste der bisherige Festplatz, der Halleplatz, wegen des Neubaus der Rheingoldhalle geräumt werden. Der Mainzer Weinmarkt fand in diesem Jahr erstmals im Mainzer Volkspark (dem ehemaligen Thingplatz) statt. Durch die räumliche Erweiterung des Festes, die Hinzunahme zahlreicher weiterer Attraktionen sowie der Einrichtung eines Pendelverkehrs zur Innenstadt kam es zu einer deutlichen Steigerung der Besucherzahlen.
1969 wurden die weinbautreibenden Gemeinden Ebersheim, Laubenheim sowie Hechtsheim nach Mainz eingemeindet. Im Zuge des Mainzer Weinmarktes fand nun dort auch die Wahl einer Mainzer Weinkönigin statt. 1982 konnte der Mainzer Weinmarkt sein 50-jähriges Bestehen feiern; seit 1984 konnte der Weinmarkt durch Hinzunahme des Geländes des Mainzer Stadtparks sowie weiterer künstlerischer Programmbestandteile nochmals deutlich erweitert werden.

## Mainzer Weinmarkt als Kulturfest
Schon früh wurden in das Volksfest Weinmarkt auch kulturelle Komponenten integriert. So wurde bereits 1953 während des Weinmarktes die Tanzpantomime „Die Geschichte von Weindoktor Faust“ von Dr. Robert Schmidt mit 130 Mitwirkenden uraufgeführt. Die Darstellung der Bedeutung von Mainz als Weinstadt seit der Römerzeit und als eine der größten weinbautreibenden Städte überhaupt in Deutschland sind eng mit dem Mainzer Weinmarkt verbunden. Mit der Integration des Stadtparks wurde der Mainzer Weinmarkt, ähnlich dem Johannisfest, durch eine Künstlerausstellung mit ca. 100 beteiligten Künstlern und einen Bücherflohmarkt im Rosengarten sowie ein umfangreiches musikalisches Begleitprogramm ergänzt. Auch Kulturspaziergänge von der Mainzer Altstadt zum Festgelände mit speziellen stadthistorischen Themen (z. B. „Schinderhannes“, „Lustschloss Favorite“) sind Bestandteil des Mainzer Weinmarktes.

## Mainzer Weinmarkt als Volksfest
Der Mainzer Weinmarkt war von der Ausrichtung her prinzipiell zweigeteilt. Im Stadtpark stehen fast ausschließlich die Weinstände der Winzer aus Mainz und Umgebung. Ziel ist es, hier ein angenehmes Ambiente für Weinfreunde zu schaffen und die Originalidee des Mainzer Weinmarktes umzusetzen. Im Mainzer Volkspark fanden sich bis 2007 Fahrattraktionen aller Art. Beide Parkanlagen sind durch eine Fußgängerbrücke verbunden und liegen nicht weit auseinander. Abgeschlossen wurde das Fest durch ein großes Brillantfeuerwerk am letzten Tag. Seit 2008 konzentriert sich das Fest auf seine ursprünglichen Wurzeln als Weinmarkt, auch auf das Abschlussfeuerwerk wird verzichtet.

## Alt-Mainzer Stadtsoldaten
Seit 1936 wachen die Alt-Mainzer Stadtsoldaten als Schutztruppe der edlen Zecher auf dem Weinfest. Sie lehnen sich an die ehemalige Wachtruppe der Mainzer Republik an. Seither werden die „Soldaten“ auf Grund der Ähnlichkeit der Uniformen von der Garde der Prinzessin gestellt.
Nach dem Zweiten Weltkrieg traten 1948 die Stadtsoldaten erstmals wieder auf dem Weinfest auf und wurden von den französischen und amerikanischen Besatzungstruppen akzeptiert, ja mitunter sogar militärisch gegrüßt. Seither gibt es kein Weinmarkt mehr ohne sie. Der Oberbürgermeister Jockel Fuchs ernannte sie 1969 zum Leibregiment der Mainzer Weinköniginnen.